# St. Marien (Scharnebeck)

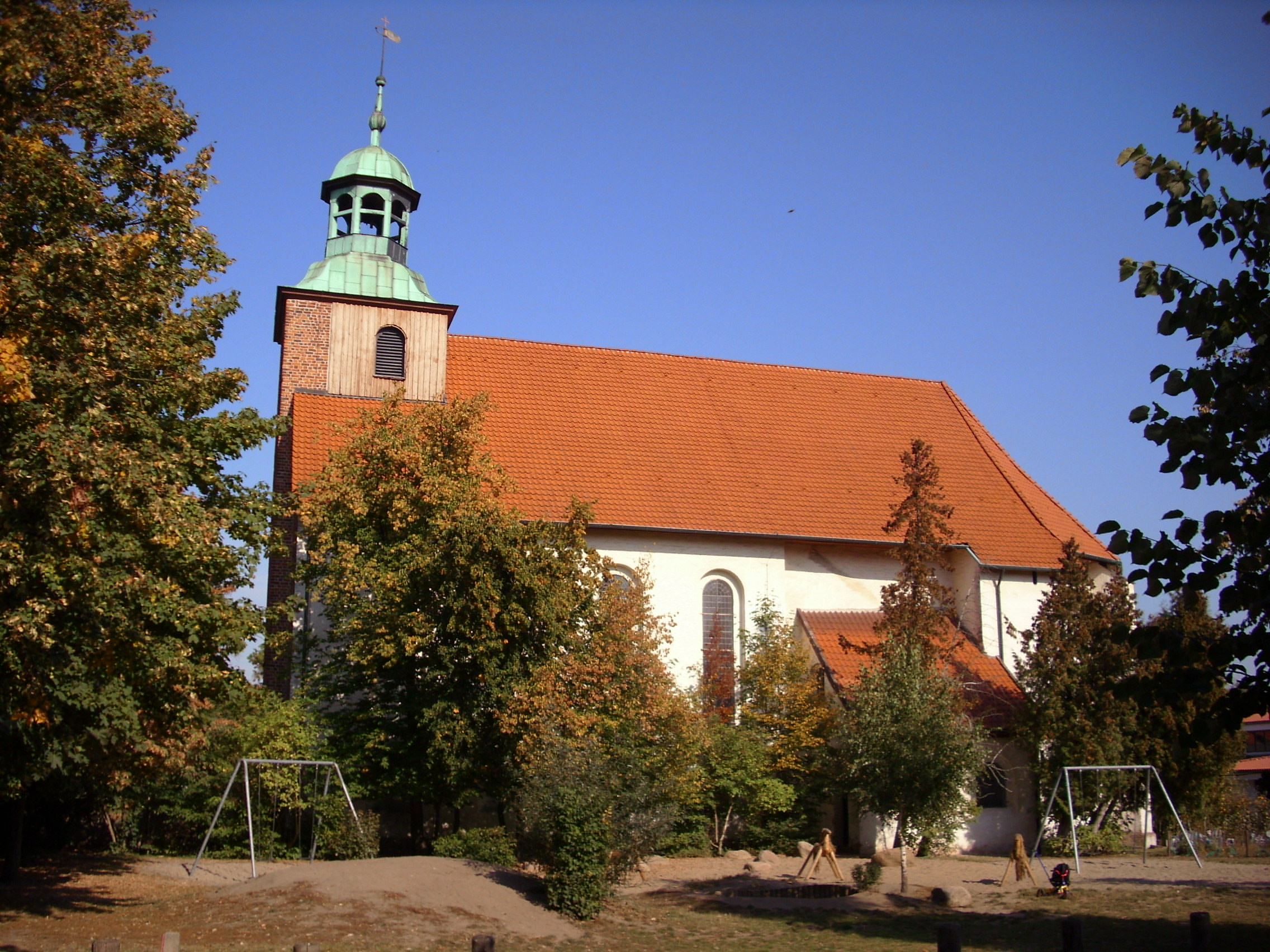
St. Marien

Die evangelisch-lutherische denkmalgeschützte Kirche St. Marien steht in Scharnebeck, eine Gemeinde im Landkreis Lüneburg in Niedersachsen. Sie gehört und dient einer Kirchengemeinde im Kirchenkreis Lüneburg im Sprengel Lüneburg in der Evangelisch-lutherischen Landeskirche Hannovers.

## Beschreibung
Die Kirche des Klosters Scharnebeck wurde später baulich stark verändert. Weil Einsturzgefahr bestand, wurde die Kirche 1712 fast vollständig abgebrochen und von Johann Caspar Borchmann auf Geheiß des Kurfürsten Georg I. 1723/24 als barocke Saalkirche neu gebaut. Vom alten Gemäuer wurde der um ca. sieben Meter in der Höhe reduzierte Chor, die Vierung und ein Teil des vierten Jochs des Mittelschiffs wiederverwendet. Aus dem Satteldach des Kirchenschiffs erhebt sich im Westen ein Dachturm, der mit einer offenen Laterne bekrönt ist. 
Der Innenraum ist mit einer Flachdecke überspannt. Im Westen des Kirchenschiffs befindet sich eine U-förmige Empore. Vom gotischen Chorgestühl sind Reste vorhanden. Der von Säulen flankierte Kanzelaltar, ist um 1780, das hölzerne Taufbecken ist um 1600, die Statue der Madonna ist am Anfang des 14. Jahrhunderts entstanden.